# Коммунар (производственное объединение)
Произво́дственное коже́венно-обувно́е объедине́ние «Коммуна́р» (эст. Naha- ja Jalatsite Tootmiskoondis "Kommunaar") —  в годы советской власти одно из крупнейших предприятий лёгкой промышленности Эстонии. Было создано на базе основанного в 1931 году акционерного общества «Эстокинг-Унион»  и открытой в 1922 году обувной фабрики акционерного общества «Глобус».

## История предприятия

### АО «Унион»
Акционерное общество «Унион» (AS “Union“) было основоположником эстонской обувной промышленности и самой большой и известной фабрикой этой отрасли с 1921 года. Предшественником АО «Унион» была кожевенная фабрика Теодора Грюнвальда (Theodor Grünwaldt), открытая в 1877 году в небольшом одноэтажном доме на улице Маакри в Таллине. В 1878 году на той же улице для фабрики было построено двухэтажное каменное здание.
С 1920-х годов производство на фабрике по меркам того времени было хорошо механизировано. Сырьё для верха обуви в основном закупалось в Южной Америке, кожу эстонского производства использовали для производства сапог и стелек.
В газете “Uus Eesti” («Новая Эстония») за 1937 год утверждалось, что обувь этой фабрики носит каждый пятый житель Эстонии. В 1931 году обувная фабрика АО «Унион» объединилась с другой крупной эстонской обувной фабрикой, принадлежащей АО «Эстокинг». В 1936 году в кожевенном производстве было занято 147 человек, в производстве обуви — 261 человек.

### В Эстонской ССР
В 1940 году, в процессе национализации промышленности, АО «Эстокинг-Унион» (AS “Estoking-Union“) и обувная фабрика акционерного общества «Глобус» были объединены в комбинат «Унион». С 1950 года он стал носить название комбинат «Коммунар» (эст. — Kombinaat “Kommunaar”).
В 1957—1963 годах к «Коммунару» были присоединены мелкие кожевенно-обувные фабрики ("Soliid", "Aktiiv", "Kroom" и др).
С 1963 года предприятие стало носить наименование Таллинское производственное кожевенно-обувное объединение «Коммунар».
В 1966 году объединение было награждено орденом Трудового Красного Знамени.
В 1977 году был построен производственный корпус, где разместился цех закройно-вырубочного производства.
Объединение имело филиалы в Пярну, цех в Раквере и фабрику кожсырья в Нарве. Вырабатывало кожу для верха и низа обуви, а также мужскую, женскую и детскую обувь на кожаной и синтетической подошве.
В 1978 году объединение выпустило 33,5 миллионов дм3 кожи для низа обуви, 78,5 миллионов дм3 хромовой кожи и 3,4 миллиона пар обуви.
На 1 января 1979 года численность работников составила 3522 человека.
В 1985 году на улице Лаки в Таллине финскими строителями было построено просторное многоэтажное производственное здание, в которое было завезено современное оборудование, произведённое в Европе.

### Кинохроника
На киностудии «Таллинфильм» в советские годы были сняты документальные фильмы о ПО «Коммунар»:
- 1952 — Burevestniku stahhaanovlaste eeskujul. Nahakombinaat Kommunaar / По примеру стахановцев «Буревестника». Кожевенный комбинат «Коммунар», режиссёр Николай Долинский (Nikolai Dolinski)
- 1953 — Stahhaanovlikul valvel. Nahakombinaat Kommunaar / На Стахановской вахте. Кожевенный комбинат «Коммунар», режиссёр Александр Мандрыкин (Aleksandr Mandrõkin)
- 1954 — Jalatsimodelleerijad. Kommunaari laboratoorium / Моделировщики обуви. Лаборатория «Коммунара», режиссёр Виктор Невежин (Viktor Nevežin)
- 1956 — Kommunaari tööveteranid / Ветераны труда «Коммунара», режиссёр Реэт Касесалу (Reet Kasesalu)
- 1958 — Uus tsehh Kommunaaris / Новый цех на «Коммунаре», режиссёр Реэт Касесалу (Reet Kasesalu)
- 1959 — Kommunaaris lasti käiku uus tsehh / На «Коммунаре» запустили новый цех, режиссёр Реэт Касесалу (Reet Kasesalu)
- 1961 — Kommunaari uus õmblustsehh / Новый швейный цех «Коммунара», режиссер Александр Мандрыкин (Aleksandr Mandrõkin)
- 1961 — Kommunaar täitis kohustuse / «Коммунар» выполнил обязательство, режиссёр Владимир Парвель (Vladimir Parvel)
- 1966 — Kommunaari uus tsehh / Новый цех «Коммунара», режиссёр Реэт Касесалу (Reet Kasesalu)
- 1969 — Kommunaaris / На «Коммунаре», режиссёр Реэт Касесалу (Reet Kasesalu)
- 1972 — Kommunaari Pärnu filiaal valmistab valatud tallaga kingi / Пярнуский филиал «Коммунара» изготавливает обувь на литой подошве, режиссёр Юло Тамбек (Ülo Tambek)
- 1974 — Uued jalatsimudelid tootmiskoondiselt Kommunaar / Новые модели обуви от производственного объединения «Коммунар», режиссер Хели Спеэк (Heli Speek)
- Tootmiskoondise Kommunaar uus mudeljalatsivabrik Tallinnas
- 1976 — Jalatsite kvaliteet. Kommunaar / Качество обуви. «Коммунар», рекламный фильм
- 1977 — Tootmiskoondise Kommunaar uues juurdelõikus-stantsimistsehhis / Новый закройно-вырубочный цех производственного комбината «Коммунар»,  режиссёр Харри Мартинсон (Harri Martinson)
- 1978 — Kommunaari nukuteater 15-aastane / 15 лет Кукольному театру «Коммунара», режиссёр Юлия Гутева (Julia Guteva)
- 1981 — Kommunaar / «Коммунар», рекламный фильм
- 1983 — Nurgakivi koondise Kommunaar uuele jalatsivabrikule Tallinnas / Краеугольный камень для новой обувной фабрики объединения «Коммунар» в Таллине, режиссёр Валерия Андерсон (Valeria Anderson)
- 1984 — Tootmiskoondise Kommunaar Nahavabrik / Кожевенная фабрика производственного объединения «Коммунар», рекламный фильм
- 1984 — Kommunaar viisaastakul / «Пятилетка» на «Коммунаре», рекламный фильм
- 1985 — Tootmiskoondise Kommunaar uus mudeljalatsivabrik Tallinnas / Новый цех модельной обуви производственного объединения «Коммунар», режиссёр Михаил Дороватовский (Mihhail Dorovatovski)
- 1986 — Tootmiskoondise Kommunaar Nahavabrik / Кожевенная фабрика производственного объединения «Коммунар», рекламный фильм
- 1986 — Uus Kommunaar / Новый «Коммунар», рекламный фильм
- 1988 — Kommunaar kutsub / «Коммунар» зовёт, рекламный фильм

### После выхода Эстонии из состава СССР
Несмотря на то, что ещё в 1991 году объединение произвело более 2 миллионов пар обуви, которая кроме Эстонии продавалась также в Швеции, Финляндии, Италии и Канаде, после отделения Эстонии от Советского Союза «Коммунар», как и многие другие крупные предприятия Советской Эстонии, ждала одна участь  — ликвидация. В 1993 году предприятие было закрыто, а его оборудование продано, в том числе в Финляндию и Россию.
В 2015 году здание предприятия на улице Лаки было выкуплено ООО «Пратегли Инвест» (Prategli Invest OÜ), капитально отремонтировано, и в 2017 году в нём был открыт «Бизнес-центр Лаки» (Laki Ärikeskus). Общая площадь здания — 30 000 м2. Как сказал член правления ООО «Пратегли Инвест» Лаури Бунтсель: «Для нас было важно, чтобы в отремонтированном здании отражалась история «Коммунара», который дал начало этому зданию». В одном из коридоров на стене развешены фотографии с описанием истории строительства здания. В одном из его фойе разместилось кафе „Kommunaar“, где в трёх витринах экспонируются образцы продукции ПО «Коммунар». Остальные помещения арендуются 65-ю фирмами под конторы, складские помещения и малое производство.